# Тъндърмен се завръщат
„Тъндърмен се завръщат“ (на английски: The Thundermans Return) е американска супергеройска комедия от 2024 г. на режисьора Тревър Кършнър, а сценарият е на Шон Уилям Кънингам, Марк Дуоркин, Джед Спингарн и Ерик Доналд. Той е базиран от комедийния сериал „Тъндърмен срещу Тъндърмен“ (2013-18) по идея на Спингарн. Във филма участват Кира Косарин, Джак Грифо, Адисън Риеке, Диего Веласкез, Мая Ле Кларк, Крис Толман и Роза Бласи, които се завръщат в ролите си като семейство Тъндърмен, заедно с другите герои, които се завръщат в ролите си. Снимките започват в началото на април 2023 г. в Лос Анджелис. Премиерата му е на 7 март 2024 г. по „Парамаунт+“ и „Никелодеон“.

## Актьорски състав
- Кира Косарин – Фийби Тъндърмен[1]
- Джак Грифо – Макс Тъндърмен[1]
- Адисън Риеке – Нора Тъндърмен[1]
- Диего Веласкез – Били Тъндърмен[1]
- Мая Ле Кларк – Клоуи Тъндърмен[1]
- Крис Толман – Ханк Тъндърмен[1]
- Роса Биаси – Барб Тъндърмен[1]
- Харви Гулен – братовчеда Блобин
- Дейна Снайдър – д-р Колосо (глас)
- Хелън Хонг – госпожа Уонг
- Танър Стайн – Ойстър
- Кени Ридуан – Гидеон
- Одри Уитби – Чери
- Джейк Борели – Волфганг
- Даниел Гайтър – суперпрезидента Кикбът
- Джеф Мийчъм – директор Брадфорд
- Пол Ф. Томпкинс – Кралят рак
- Майкъл Фостър – Стронгдор
- Джеймисън Прайс – Дарк Мейхъм
- Джейсън Наш – полицай на Метробърг
- Дженифър Хейл – компютъра на Тъндърмен (глас)

## Производство
На 2 март 2023 г. е обявено, че последващият филм за сериала по „Никелодеон“ „Тъндърмен срещу Тъндърмен“, озаглавен „Тъндърмен се завръщат“, е в разработка от „Никелодеон Продъкшънс“, за да служи като потенциален пилот за възраждащ сериал или сериал за продължение. Целият актьорския състав се завръща за пълнометражния филм. Тревър Кършнър е нает да режисира, докато създателят на сериала Джед Спингарн пише сценария, а продуценти са Зак Олин и Шона Фелан.

### Снимачен процес
Снимките започват на 3 април 2023 г. в Лос Анджелис.

## Премиера
На 2 декември 2023 г. е съобщено, че „Тъндърмен се завръщат“ ще се излъчи премиерно по „Никелодеон“ и „Парамаунт+“ на 7 март 2024 г. Първият тийзър трейлър е пуснат през декември 2023 г. Вторият трейлър е пуснат на 11 февруари 2024 г. по време на Super Bowl LVIII.

## В България
В България филмът е излъчен по локалната версия на „Никелодеон“ на 31 март 2024 г. от 13:00 ч.

### Нахсинхронен дублаж
| Роля                 | Изпълнител            |
| -------------------- | --------------------- |
| Фийби Тъндърмен      | Юлия Лилова           |
| Макс Тъндърмен       | Стоян Кукуванов       |
| Нора Тъндърмен       | Леа Тодорова          |
| Били Тъндърмен       | Веселин Симеонов      |
| Клои Тъндърмен       | Ева Ралякова          |
| Ханк Тъндърмен       | Светломир Радев       |
| Барб Тъндърмен       | Вилма Карталска       |
| Братовчеда Блобин    | ?                     |
| Доктор Колосо        | Георги Стоянов        |
| Госпожа Уонг         | Златина Тасева        |
| Стрида               | Николай Петров        |
| Гидиън               | Симеон Дамянов        |
| Чери                 | Ема Димитрова         |
| Волфганг             | Виктор Иванов         |
| Президент Кикбът     | Елисавета Господинова |
| Директор Брадфорд    | Росен Русев           |
| Кралят Рак           | Атанас Сребрев        |
| Стронгдор            | Константин Лунгов     |
| Дарк Мейхъм          | Христо Узунов         |
| Полицай на Метробърг | Сотир Мелев           |
| Други гласове        | Йоана Генчева         |

| Обработка            | студио „Про Филмс“           |
| -------------------- | ---------------------------- |
| Режисьори на дублажа | Марио Иванов Ангелина Русева |
| Преводач             | Димана Воденичарска          |